# Großer Lupinen-Blattrandrüssler
Der Große Lupinen-Blattrandrüssler (Charagmus gressorius) ist ein Käfer aus der Familie der Rüsselkäfer und der Unterfamilie Entiminae. Er ist auch unter dem Namen Sitona gressorius bekannt. Die Gattung Sitona wurde jedoch durch Velaquez de Castro et al. (2007) in mehrere Gattungen aufgesplittet.

## Merkmale

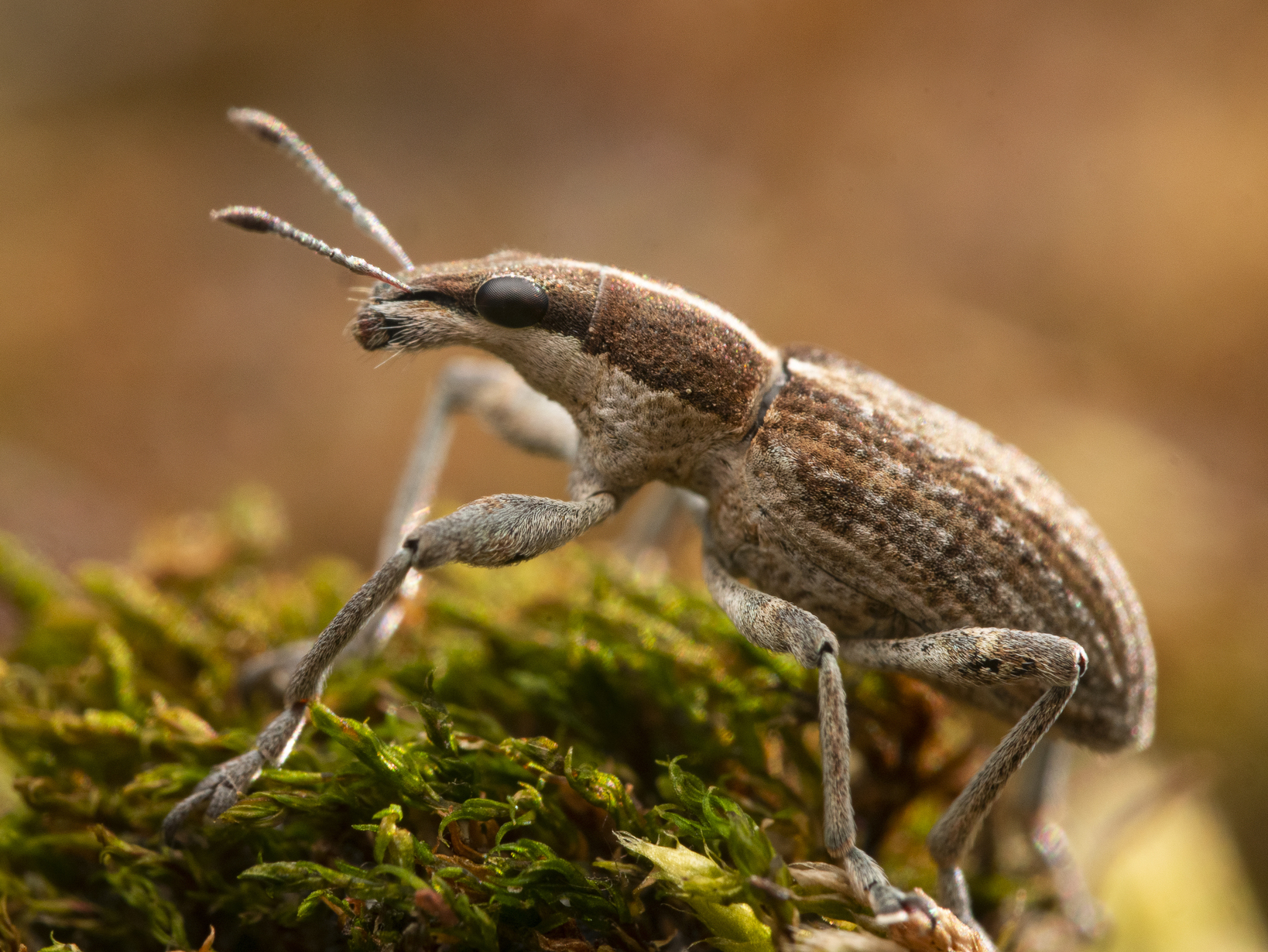
Charagmus gressorius

Die Käfer sind von länglicher Gestalt, mit breitem Rüssel und stark ausgeprägten Schultern. Die Körpergröße variiert von 7 bis 10 mm. Im Gegensatz zu den nah verwandten Arten der Gattung Sitona sind die Schuppen auf dem Schildchen strahlenförmig statt nach hinten gerichtet angeordnet. Die Fühler entspringen an der Seite des Rüssels (nicht in einer nach oben geöffneten Grube wie z. B. bei Otiorhynchus). Die Oberfläche ist mit verschiedenfarbigen Schuppen bedeckt, die eine variable Zeichnung ergeben. Charakteristisch ist ein weißer Längsstrich auf dem Halsschild, der die Art von verwandten Arten wie Charagmus griseus trennt. Die Zeichnung auf den Flügeldecken ist aus Längsstrichen gebildet.

## Biologie
Die Art ist auf Schmetterlingsblütler (Fabaceae) als Futter- und Entwicklungspflanze spezialisiert. Bevorzugt werden anscheinend Lupinen (Lupinus). Die Larven entwickeln sich im Boden an den Wurzeln der Wirtspflanze. Die Käfer schlüpfen im Sommer und legen im Herbst Eier. Die Larven schlüpfen noch im gleichen Jahr und überwintern genau wie die Käfer. Diese setzen im Frühjahr die Eiablage fort. Im Frühsommer erfolgt die Verpuppung, damit bald darauf die neue Käfergeneration schlüpfen kann. Die Käfer sind flugfähig.

## Verbreitung und Vorkommen
Der Große Lupinen-Blattrandrüssler ist in Europa verbreitet, nach Norden bis Schweden. In Deutschland wurde die Art erstmals 1891 bei Frankfurt nachgewiesen. In Baden-Württemberg wird sie selten gefunden.

## Gefährdung
Die Art ist in Deutschland ungefährdet.